# Violinsonate Nr. 8 (Beethoven)
Die Violinsonate Nr. 8 in G-Dur, op. 30 Nr. 3 ist eine Sonate für Violine und Klavier von Ludwig van Beethoven.

## Entstehung
Die Violinsonate op. 30,3 entstand mit den beiden anderen Violinsonaten des op. 30, der Nr. 6 in A-Dur op. 30 Nr. 1 und der Nr. 7 in c-Moll op. 30 Nr. 2, im Jahr 1802.

## Zur Musik

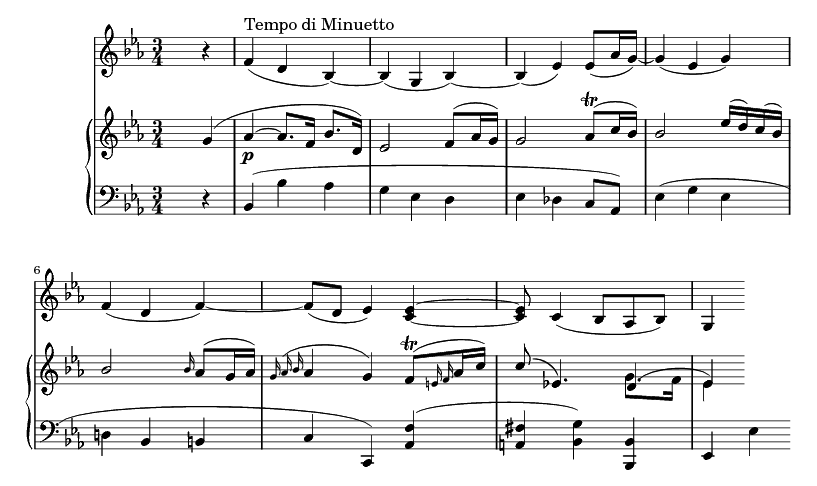
Notenbeispiel (Thema des zweiten Satzes)

### 1. Satz: Allegro assai
Im Hauptthema des Satzes werden kreisende Sechzehntelbewegungen von einer sich durch zwei Oktaven bewegenden Akkordbrechung nach oben kontrastiert. Nach den ersten acht Takten wird der Hauptsatz harmonisch fließender. Die lediglich 26 Takte lange Durchführung ist im ersten Abschnitt von Trillern in Klavier- und Violinpart geprägt. Im zweiten Abschnitt erklingt mehrfach das Hauptthema und leitet schließlich zur Reprise über; eine Coda fehlt.

### 2. Satz: Tempo di minuetto, ma molto moderato e grazioso
Der zweite Satz in Es-Dur setzt nahtlos am ersten Satz der Sonate an, indem er auf der Tonika-Terz g beginnt. Das Thema des Satzes erklingt achtmal mit nur geringen Abweichungen; beim neunten Erklingen des Themas ist es jedoch als Dialog zwischen Klavier und Violine gestaltet. Der mittlere Teil des Satzes enthält eine rhythmische Gestaltung, die an das Seitenthema im ersten Satz der Sonate Nr. 6 op. 30 Nr. 1 erinnert.

### 3. Satz: Allegro vivace
Das Temperament des finalen Rondos veranlasste Beethoven-Forscher Alexander Wheelock Thayer, diesen Satz als »Rondo à la Musette« zu bezeichnen. Er ist von bordunartigen Bässen und Vorschlägen folkloristisch geprägt. Der durchführungsartige Mittelteil wird von einem böhmisch klingenden H-Dur-Motiv abgeschlossen.
Das Schema dieses Satzes findet sich in der Verwendung von Takt- und Tonart sowie volksmusikalischer Merkmale später ebenfalls im Finale von Beethovens Violinsonate Nr. 10 in G-Dur op. 96.

## Wirkung
Die Violinsonaten op. 30 erschienen im Jahr 1803. Beethovens Widmung der Sonaten an den russischen Zaren Alexander I. wurde durch diesen mit einer Zahlung von 100 Dukaten an den Komponisten während des Wiener Kongresses entlohnt.